# Benzyl-2-naphthylether
Benzyl-2-naphthylether ist eine chemische Verbindung aus der Gruppe der Ether.

## Gewinnung und Darstellung
Benzyl-2-naphthylether kann durch Reaktion von Benzylchlorid und 2-Naphthol gewonnen werden.

## Eigenschaften
Benzyl-2-naphthylether ist ein brennbarer, schwer entzündbarer, weißer, geruchloser Feststoff, der praktisch unlöslich in Wasser ist.

## Verwendung
Benzyl-2-naphthylether wird in Thermopapierbeschichtungen verwendet.

## Risikobewertung
Benzyl-2-naphthylether wurde 2012 von der EU gemäß der Verordnung (EG) Nr. 1907/2006 (REACH) im Rahmen der Stoffbewertung in den fortlaufenden Aktionsplan der Gemeinschaft (CoRAP) aufgenommen. Hierbei werden die Auswirkungen des Stoffs auf die menschliche Gesundheit bzw. die Umwelt neu bewertet und ggf. Folgemaßnahmen eingeleitet. Ursächlich für die Aufnahme von Benzyl-2-naphthylether waren die Besorgnisse bezüglich hoher (aggregierter) Tonnage und anderer gefahrenbezogener Bedenken. Die Neubewertung fand ab 2012 statt und wurde von Tschechien durchgeführt. Anschließend wurde ein Abschlussbericht veröffentlicht.